# Limitador de Velocidade Automático
O Limitador de Velocidade Automático é um sistema de segurança eletrônica veicular desenvolvido originalmente por alunos da Escola Técnica Estadual Henrique Lage no Rio de Janeiro criado por Lyncoln Sousa, Lucas Rocha e Lucas Mol.
Seu desenvolvimento rendeu o 1º lugar em Engenharia Automobilística e Transportes, na Expotec 2015 (Exposição da Produção em Ciência e Tecnologia de Alunos de Cursos de Educação Profissional Técnica de Nível Médio do Rio de Janeiro), realizada em outubro, no campus Maracanã do Cefet. Apenas cinco meses antes, os jovens começaram a criar o protótipo que, acreditam, poder ajudar a reduzir acidentes provocados pelo desrespeito às regras de trânsito. O aparelho reduz até dois quilômetros por segundo do carro.